# Martin Filipec
Martin Filipec (* 16. dubna 1955 Praha) je český oftalmolog a vědec, který se zaměřuje na oční imunologii a zevní choroby oka. V mikrochirurgii především na transplantaci rohovky, chirurgii šedého zákalu, glaukomu a rekonstrukční chirurgii předního segmentu oka. Věnuje se také na léčbu dioptrickým vadám. V roce 2001 založil Oční tkáňovou banku při Všeobecné fakultní nemocnici v Praze a také oční kliniku Lexum (1993), jednu z největších ve střední Evropě.

## Profesní kariéra
Martin Filipec po absolutoriu na Fakultě všeobecného lékařství Univerzity Karlovy v Praze (1974–1980) nastoupil v pozici interního vědeckého aspiranta na II. oční kliniku VFN a FVL UK (1981–1986). V roce 1984 získal atestaci I. stupně a roku 1991 atestaci II. stupně pro obor oční lékařství.
V akademickém roce 1985–1986 se zúčastnil osmiměsíční postgraduální stáže ve Francii na oční klinice Hôtel-Dieu v Paříži. V roce 1987 úspěšně obhájil kandidátskou dizertační práci s názvem Zrcadlová mikroskopie endotelu rohovky (CSc.). V roce 1989 odjel na další postgraduální pobyt na Harvardovu univerzitu do USA, trvající 18 měsíců, kde pracoval na oční klinice Massachusetts Eye & Ear Infirmary, Harvard Medical School v Bostonu. V roce 1992 obhájil habilitační práci na 1. LF UK (docent). Mezi lety 1998 a 2003 působil ve funkci přednosty Oční kliniky 1. LF UK a VFN.
V roce 1993 provedl první úspěšnou laserovou operaci očí v Česku, ve stejném roce založil Evropskou oční kliniku Lexum, která měla k roku 2012 v Česku pět poboček (v Praze, Brně, Ostravě, Českých Budějovicích a Táboře) a tři v Polsku (v Poznani, Štětíně a Krakově). Martin Filipec v zařízení zastává post hlavního lékařského ředitele a je také konzultantem a specialistou na chirurgii oka na klinice Advanced Vision Care v Londýně.
V roce 2005 byl jmenován profesorem očního lékařství po obhajobě inaugurační přednášky na téma Komplikace transplantace rohovky..
V roce 2007 uskutečnil společně s Italem Stefanem Pintuccim jako první v České republice operaci poškozené rohovky novou technikou. Nejdříve byla pacientce do oka všita sliznice dutiny ústní, potom došlo k zakotvení cca 5 mm dlouhého válečku ze speciální umělé hmoty do centra rohovky, který nahrazuje funkci čočky. Následně byla plocha oční bulvy znovu překryta ústní sliznicí, která protézu chrání. Tato operace je indikována zejména u pacientů, kteří oslepli kvůli komplikacím chronických onemocnění, při kterých dochází k vysoušení sliznic. U takto vyschlého oka nelze provést transplantaci rohovky a tato technika je jedinou možností k obnově zraku.

## Zahraniční cesty
Zúčastnil se také několika zahraničních pracovních misí v exotických oblastech světa. V roce 1997 ošetřoval příslušníky kmenů Samburu a Turkana v italské misijní nemocnici vesničky Wamba (Keňa). Následující rok 1998 navštívil oblast Sierra Parima na hranicích Brazílie a Venezuely, kde monitoroval incidenci oční slepoty (onchocerkiázy) v okolí jednoho z přítoků Orinoca mezi indiány kmene Yanomami. V roce 2005 se podílel na humanitárním projektu Adžamal v Afghánistánu. V Kábulu transplantoval rohovku chlapci tohoto jména a zaškolil místní specialisty. Od té doby se do Kábulu několikrát vrátil v rámci vzdělávání místních lékařů.

## Vyznamenání
- Řád Tomáše Garrigua Masaryka, I. třídy (2018)